# Халибъртън
„Халибъртън“ (на английски: Halliburton) е американска компания.
Тя е втората по големина корпорация за обслужване на петролни полета с операции в над 70 страни. Има стотици дъщерни фирми, филиали, клонове, марки и отдели по целия свят с персонал над 50 000 души.
Главната квартира на компанията е в Хюстън, Тексас, и в офиси в Дубай, Обединени арабски емирства (отворени през март 2007), където председателят и главен изпълнителен директор Дейвид Лесар работи и живее, „за да фокусира растежа на компанията в Източното полукълбо.“ Компанията ще остане инкорпорирана в Съединените щати.
Основният бизнес сегмент на Halliburton е Energy Services Group (ESG, Групата за енергийно обслужване). ESG осигурява технически продукти и обслужване за проучване и производство на нефт и природен газ. Бившата дъщерна компания на Halliburton, Kellogg, Brown and Root е голяма строителна фирма за петролни рафинерии, петролни полета, петролопроводи и химически заводи. Halliburton обявява на 5 април 2007, че накрая е прекъснала връзките си с KBR, която е нейната договорна, инженерна и строителна единица като част от компанията за 44 години.